# 奇什基
49°59′31″N 24°56′33″E / 49.99194°N 24.94250°E
奇什基（羅馬化：Chyshky）是烏克蘭西部利沃夫州佐洛奇夫區布斯克市镇的村莊，始建於1475年，面積1.34平方公里，海拔高度238米，2001年人口208，人口密度每平方公里154.76人。
2024年9月19日，乌克兰最高拉达将此村的乌克兰語原名从改为。